# Метаком
„Метаком – СЛЗ“ АД е стоманолеярен завод в Плевен.
Правоприемник е на Стоманолеярния завод в Плевен. Има 215 служители. Разположен е на обща площ от 105 000 m².

## Произвеждани продукти
От основаването си през 1965 г. до днес заводът произвежда фасонни отливки по метода на стационарното леене в пясъчно-глинести форми. В началото е произвеждана само въглеродна стомана. С течение на времето се разширява гамата от метали, като през последните 16 години се произвеждат и разни видове чугун.
Единичното тегло на отливките е от 5 до 6000 кг. Към настоящия момента са усвоени следните видове продукти.
Стомани
- Въглеродна конструкционна стомана – BDS 3492 – 86, DIN 1681;
- Нисколегирана конструкционна стомана – BDS 6550 – 86, DIN 17205;
- Високолегирана стомана – DIN 17445, EN 10283; EN 10213 – 2; с въглеродно съдържание над 0,06%;
- Топлоустойчиви стомани: 1.4828; 1.4832; 1.4848; 1.4852 – DIN 17465;
- Термоустойчиви стомани – адаптирани към DIN 17350.

Чугуни
- Сив чугун – BDS 1799 – 74, DIN 1691;
- Сферографитен чугун – BDS 6990 – 84, DIN 1693; DIN EN 1563;
- Износоустойчиви чугуни – технически условия;
- Топлоустойчиви чугуни – технически условия.

Около 60% от продукцията е предназначена за българския пазар, а останалите 40% са за клиенти от Германия, Австрия, Великобритания, Франция, Чехия.

## Управление на качество
От 2001 г. в „Метаком“ АД е внедрена и работи система за управление на качеството ISO 9001:2000. В началото на всяка година се приема политика по качеството. Системата е пресертифицирана през 2013 г. по ISO 9001:2008 от Lloyd's Register.
От януари 2013 г. обхватът на Системата за управление на качеството е разширен с процеса на „Преработване, сортиране и търговия със стоманен и чугунен скрап“.
От 17 януари 2013 г. Дружеството е сертифицирано в съответствие с изискванията на Регламент 333/2011 на ЕС, чл. 6. От януари 2013 г. обхватът на Системата за управление на качеството е разширен с процеса на „Преработване, сортиране и търговия със стоманен и чугунен скрап“.

## Здраве и безопасност
От 1 август2008 г. е внедрена Система за управление на здравето и безопасността при работа OHSAS 18001:2007 и в началото на всяка година се приема политика за осигуряването на здравословни и безопасни условия на труд. Системата за управление на здравето и безопасността е пресертифицирана през 2011 г. от Lloyd's Register.